# 살다나 제철

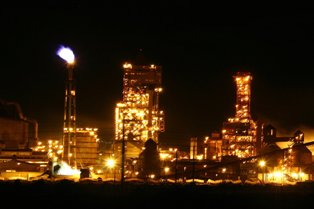
살단하의 미탈 스틸

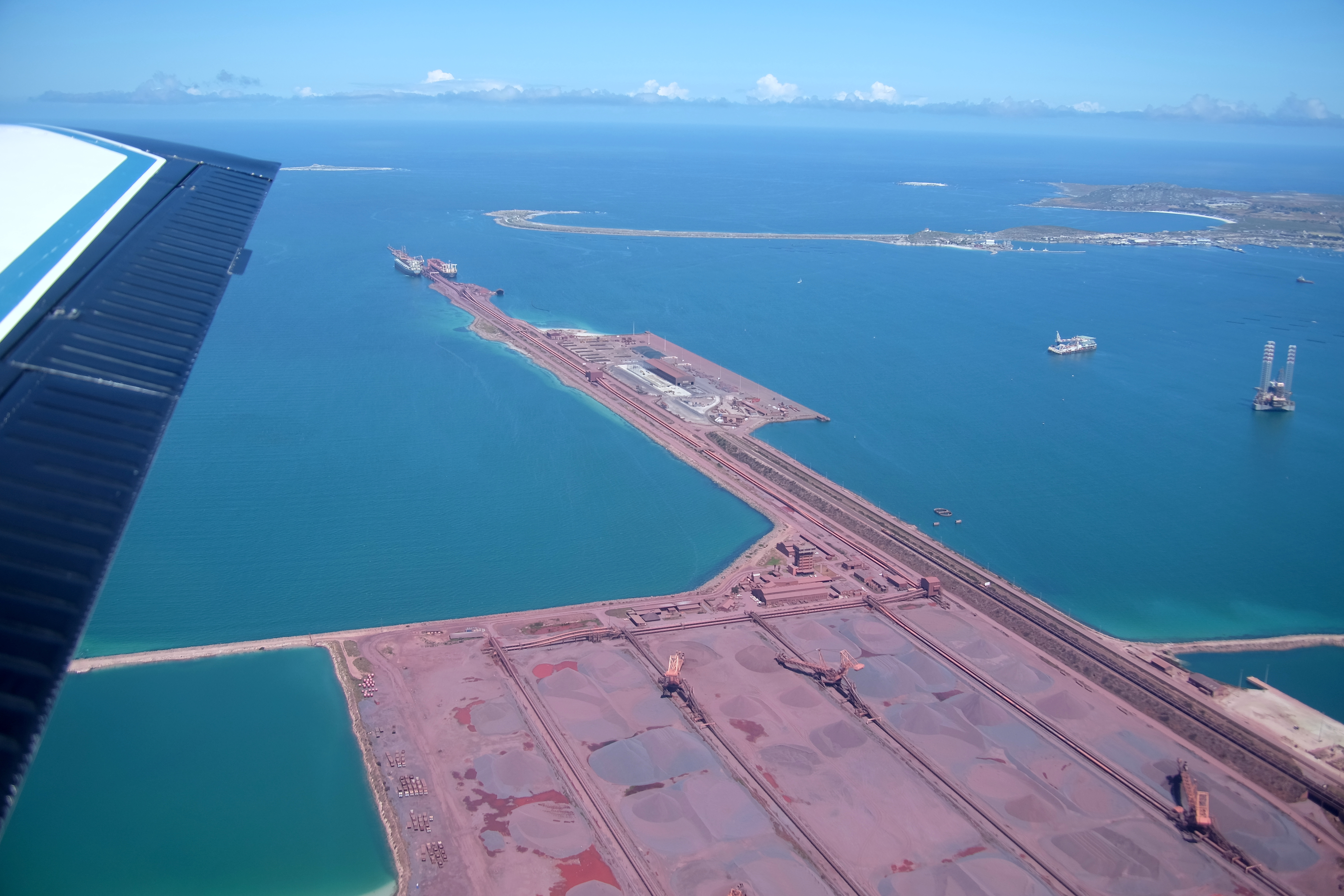
살단하 철광석 항구 (2016)

살다나 제철(Saldanha Steel)은 남아프리카 공화국의 강철 회사로, 원래 이스코르 유한회사와 산업 개발 공사(IDC) 간의 파트너십으로 설립되었다. 현재 살단하 스틸은 아르셀로미탈 남아프리카의 일부이며, 이는 다시 글로벌 철강 회사인 아르셀로미탈의 일부이다. 이 제철소는 2020년에 폐쇄되고 보관되어 1500개의 일자리가 사라졌다.

## 운영
케이프 서해안에 위치하며 생태학적으로 민감한 란게반 석호의 습지에서 약 10km 떨어진 R68억 규모의 살단하 스틸 시설은 연간 125만 톤의 열연 탄소강 코일을 생산하도록 설계되었다. 이 제철소는 1998년에 가동을 시작했다.
이스코르의 광업 및 철강 자산 분할 이후, 산업 개발 공사는 이제 이스코르 유한회사의 주요 주주가 되었다.
이곳은 고로와 코크스를 사용하지 않는 몇 안 되는 제철소 중 하나이다.
공장은 다음과 같은 공정 부분으로 구성된다 (위 이미지에서 오른쪽에서 왼쪽으로 스크롤할 때)
- 대형 사일로의 광석 저장 및 처리
- 작은 타워의 Midrex process. 덩어리 및 펠릿 형태의 산화철은 정제된 코렉스(Corex) 배기가스를 사용하여 환원된다. 코렉스 가스는 이산화탄소와 물(환원 생성물)을 제거하기 위해 진공 압력 변동 흡착(VPSA) 설비에서 처리되어 미드렉스(Midrex) 공정을 위한 환원 가스를 생산한다. 이 미드렉스 설비는 개질 천연가스가 아닌 정제된 코렉스 가스를 환원 매체로 사용한다는 점에서 기존 미드렉스 설비와 다르다.
- 피라미드가 있는 큰 타워의 코렉스 공정. 이 공정은 덩어리 및 펠릿 형태의 산화철에 석탄과 코크스를 사용하여 액상 철을 생산한다. 석탄과 코크스는 가스화되어 환원 가스(일산화탄소 및 수소)를 생성하며, 이 가스는 산화철이 녹아 액상 철이 되기 전에 산화철을 환원시킨다.
- 코렉스 타워 왼쪽의 플레어 스택에서 더 이상 에너지로 사용할 수 없는 과잉 환원 가스를 태워 버린다.
- 플레어 스택 왼쪽의 건물인 용선 공장은 코렉스와 미드렉스 공정에서 나온 철 제품을 다시 녹이는 코나크(Conarc)로 구성된다. 코나크는 두 개의 전기로 쉘에 하나의 전극 세트와 하나의 상단 산소 분사 랜스로 구성된다. 이는 기존 전기로(전기로)와 염기성 산소로(염기성 산소 제강)의 작동을 결합한다.
- 모든 피라미드가 있는 요정 같은 왼쪽 건물에 있는 판재 압연 시설. 폭 90cm, 두께 7.5cm까지의 슬래브를 열간 압연하여 최종적으로 1mm 두께의 얇은 판재 롤을 생산하며, 이는 건물 맨 왼쪽에 보관되어 고객에게 운송된다. 템퍼 밀 설비는 코일을 템퍼링하거나 코일을 더 작은 코일로 분할하는 데 사용될 수 있다.
- 압연 공장 건물 앞에 있는 높은 타워는 에어리퀴드 공기 분리 플랜트로, 원소 산소, 질소 및 아르곤을 생산한다.